# Спичево
Спи́чево — деревня в Калининском районе Тверской области. Относится к Никулинскому сельскому поселению.
Расположена к западу от Твери, в 11 км от посёлка Мигалово, на правом берегу Волги. Рядом деревня Прудище, через Волгу, напротив, — деревня Мухино–Городище.
Деревня (или дома военного лесничества) находится на территории полигона, известного под названием Путиловские лагеря. 

## История
В Списке населенных мест 1859 года значится сельцо Спичево, 9 дворов, 104 жителя. К 1930-м годам количество дворов увеличилось до 20, в это время деревня Спичево относится к Красновскому сельсовету.